# Dwór w Osowej Sieni Dolnej
Dwór w Osowej Sieni Dolnej – zabytkowy dwór wybudowany w miejscowości Osowa Sień.

## Opis
Parterowy klasycystyczny dwór wybudowany na planie prostokąta, kryty dachem naczółkowym. Od frontu piętrowy ryzalit z jednym oknem, zwieńczony trójkątnym frontonem. Główne wejście w portyku  in antis z dwoma kolumnami jońskimi.
Dwór jest częścią zespołu dworskiego zbudowanego w początku XIX w., w skład którego wchodzą jeszcze:
- dwie oficyny
- park[1].